# Fernando Tallón
Fernando Tallón (Baralla, Lugo; 3 de septiembre de 1964-Orense; 28 de enero del 2022) fue un plusmarquista español de jabalina durante las décadas de los años 60 y 70, acumulando ocho récords de España. Fue campeón de España en un total de seis ocasiones. Estuvo convocado por la selección española veinticinco veces y representó al país en el extranjero en ocho campeonatos. 

## Carrera
Fue jugador de balonmano, hasta que se inició en el atletismo en 1965, de mano de Gregorio Pérez Rivera, entonces Presidente de la Federación Lucense de Atletismo. En ese mismo año participó en unos Juegos Escolares, en los que terminó con una marca de 46,68,. Al año siguiente la mejoró hasta llegar a los 65,14 metros.
En 1970 lanzó 78,04 metros, quedándose cerca de la barrera de los 80 metros, pero dos años después una lesión (rotura de fibras) le impidió participar durante todo ese año, en el que Gonzalo Juliani le quitó el récord, haciendo una marca de 78,12 metros. En 1973 empeoró su marca (67,06,). En 1975 alcanzó su récord personal, con una marca de 81.80 metros. En total, Fernando Tallón consiguió ocho plusmarcas españolas.
Fue campeón de España en seis ocasiones (1968, 1969, 1970, 1971, 1974 y 1975), y estuvo convocado en veinticinco ocasiones por la selección nacional. Representó a España en los Juegos Mediterráneos de Túnez en 1967, donde logró la medalla de bronce, en tres Copas de Europa y en cuatro Westathletic, donde logró siempre la segunda plaza.